# Бусинко-пружинкова модель
Бусинко-пружинкова модель (рос. модель шарик-пружинка, англ. bead-spring model) — модель, що відтворює гідродинамічні властивості ланцюгів макромолекул. 

## Загальний опис
Модельний ланцюг макромолекул представляється як послідовність бусинок, кожна з яких чинить гідродинамічний опір середовищу, але бусинки зв'язані між собою пружинкою, що не чинить такого опору. Орієнтація пружинок вважається випадковою.
Модель описує еластичні та деформаційні властивості ланцюга.
Бусинко-пружинкова модель дозволяє імітувати динамічну поведінку гнучких полімерних ланцюгів із довільною поздовжньою жорсткістю. Запропонована модель може бути використана для моделювання багатьох типів полімерних ланцюгів або мереж з різною еластичністю ланцюга.

## Інтернет-ресурси
- Ілюстрації Бусинко-пружинкової моделі